# Loxigilla noctis
Loxigilla noctis là một loài chim trong họ Thraupidae.